# Running Scared (canción de Eldar & Nigar)
«Running Scared» (Corriendo asustados, en español), es una canción interpretada por el dúo azerí Ell & Nikki. Ganó el Festival de la Canción de Eurovisión 2011 que tuvo lugar en la ciudad alemana de Düsseldorf el 14 de mayo con 221 puntos. Anteriormente, la canción había participado, clasificándose para la final, en la primera semifinal que tuvo lugar el día 10 del mismo mes.

## Producción y selección de la canción
Los compositores de la canción son los suecos Stefan Örn y Sandra Bjurman junto al británico Iain Farguhanson.  Örn y Bjurman también fueron los autores de Drip Drop, canción que representó a Azerbaiyán en la edición del año anterior. 
Running Scared fue elegida para representar a Azerbaiyán en Eurovisión de entre 70 canciones llegadas a la televisión ITV tanto de dentro como de fuera del país. La canción supuso la primera colaboración entre sus dos intérpretes, Eldar Gasimov (Ell) y Nigar Jamal (Nikki).

## Posicionamiento
| Lista                       | Posición |
| --------------------------- | -------- |
| Ö3 Austria Top 75           | 22       |
| Ultratop 50 Flandes         | 37       |
| Ultratop Valonia            | 7        |
| Media Control AG            | 33       |
| IRMA                        | 41       |
| Mega Single Top 100         | 59       |
| ESKA                        | 18       |
| IFPI                        | 50       |
| Media Control AG            | 11       |
| The Official Charts Company | 61       |

## Versiones
A finales de 2011, Jordi MB y Albert Kick (Deejays españoles) producen un remix del tema, producido por Blanco y Negro Music. 